# Prapierścienica jaskiniowa
Prapierścienica jaskiniowa (Troglochaetus beranecki) – reliktowy gatunek słodkowodnego wieloszczeta z rodziny Nerillidae, dawniej zaliczany do grupy prapierścienic (Archiannelida) – wieloszczetów o nieustalonej pozycji taksonomicznej. Jest jedynym przedstawicielem rodzaju Troglochaetus. Jest też jednym z dwóch gatunków wieloszczetów występujących w Polsce poza Morzem Bałtyckim (drugim jest Hrabeiella periglandulata). Prapierścienica jaskiniowa jest niewielka – długość 0,6 mm. Żyje w wodach podziemnych Europy, w tym w polskich Sudetach, oraz w stanie Kolorado w Stanach Zjednoczonych. Prawdopodobnie zamieszkiwała wody podziemne w pobliżu ostatniego morza, znajdującego się w miocenie na części terenów obecnej Polski.
Gatunek opisany przez Théodore’a Delachaux w 1921 roku. Nazwa gatunkowa upamiętnia Edmonda Béranecka.